# 27. ceremonia wręczenia nagród David di Donatello
27. ceremonia wręczenia włoskich nagród filmowych David di Donatello odbyła się 19 czerwca 1982 roku w Teatro Argentina w Rzymie.

## Laureaci i nominowani
Laureaci nagród wyróżnieni są wytłuszczeniem.

### Najlepszy film
- Borotalco (reż. Carlo Verdone)
- Historia zwykłego szaleństwa (tytuł oryg. Storie di ordinaria follia, reż. Marco Ferreri)

### Najlepszy debiutujący reżyser
- Luciano Manuzzi – Fuori stagione
- Alessandro Benvenuti – Ad ovest di Paperino

### Najlepszy reżyser zagraniczny
- Margarethe von Trotta – Czas ołowiu (tytuł oryg. Die bleierne Zeit)

### Najlepszy scenariusz
- Sergio Amidei i Marco Ferreri – Historia zwykłego szaleństwa (tytuł oryg. Storie di ordinaria follia)
- Carlo Verdone i Enrico Oldoini – Borotalco

### Najlepszy scenariusz zagraniczny
- Harold Pinter – Kochanica Francuza (tytuł oryg. The French Lieutnant Woman)

### Najlepszy producent
- Antonio Avati i Gianni Minervini – Fuori stagione
- Warren Beatty – Czerwoni (film)| (tytuł oryg. Reds)

### Najlepsza aktorka
- Eleonora Giorgi – Borotalco
- Ornella Muti – Historia zwykłego szaleństwa (tytuł oryg. Storie di ordinaria follia)
- Marina Suma – Le occasioni di Rosa

### Najlepszy aktor
- Carlo Verdone – Borotalco
- Alberto Sordi – Il marchese del Grillo
- Beppe Grillo – Poszukiwany Jezus (tytuł oryg. Cercasi Gesù)

### Najlepsza muzyka
- Lucio Dalla i Fabio Liberatori – Borotalco

### Najlepsza aktorka drugoplanowa
- Alida Valli – La caduta degli angeli ribelli
- Valeria D’Obici – Piso pisello

### Najlepszy aktor drugoplanowy
- Angelo Infanti – Borotalco
- Paolo Stoppa – Il marchese del Grillo

### Najlepszy debiutujący aktor
- Beppe Grillo – Poszukiwany Jezus (tytuł oryg. Cercasi Gesù)

### Najlepsza debiutująca aktorka
- Marina Suma – Le occasioni di Rosa
- Athina Cenci – Ad ovest di Paperino
- Isa Gallinelli – Borotalco

### Najlepszy aktor zagraniczny
- Klaus Maria Brandauer – Mefisto (tytuł oryg. Mephisto)

### Najlepsza aktorka zagraniczna
- Diane Keaton – Czerwoni (tytuł oryg. Reds)

### Najlepsze zdjęcia
- Tonino Delli Colli – Historia zwykłego szaleństwa (tytuł oryg. Storie di ordinaria follia)

### Najlepsza scenografia
- Lorenzo Baraldi – Il marchese del Grillo
- Andrea Crisanti – Borotalco

### Najlepsze kostiumy
- Gianna Gissi – Il marchese del Grillo

### Najlepszy montaż
- Ruggero Mastroianni – Historia zwykłego szaleństwa (tytuł oryg. Storie di ordinaria follia)

### Najlepszy film zagraniczny
- Mefisto (tytuł oryg. Mephisto, reż. István Szabó)

### Nagroda David Luchino Visconti
- Cesare Zavattini

### Nagroda David René Clair
- Markus Imhoof – Łódź jest pełna (tytuł oryg. Das boot ist voll)
- Jaakko Pakkasvirta – Pedon Merkki

### Nagroda David Europeo
- Ermanno Olmi

### Medaglia d’oro Del Ministro per il Turismo e lo Spettacolo
- Ingrid Bergman
- Renato Castellani
- Vittorio Gassman
- Alberto Lattuada
- Giulietta Masina
- Martin Scorsese
- Andriej Tarkowski